# Geschichtenerzähler

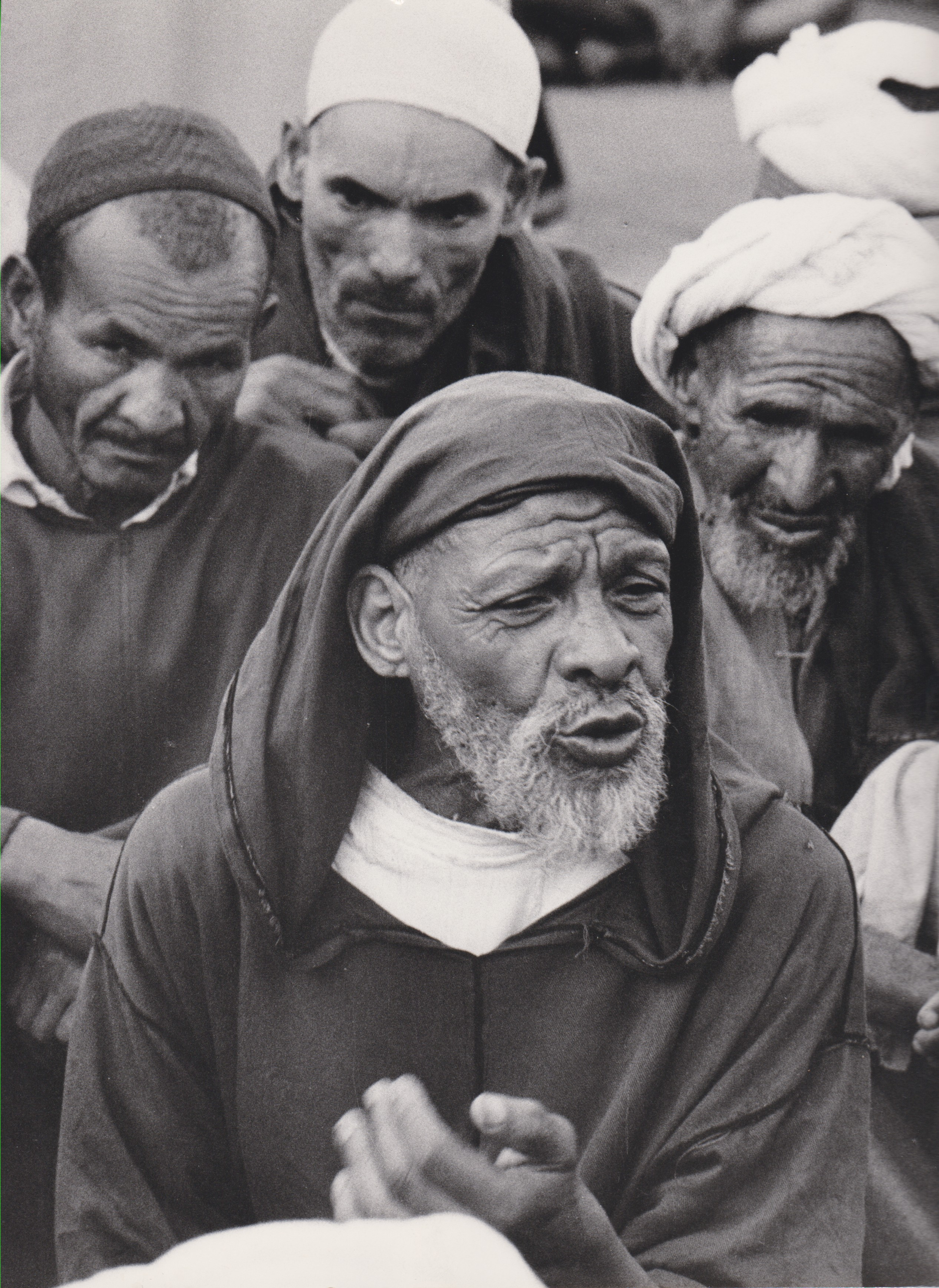
Ein Geschichtenerzähler auf dem Djemaa el Fna in Marrakesch (1963)

Geschichtenerzähler, häufig auch als Erzähler, Erzählkünstler oder Märchenerzähler bezeichnet, sind Personen, die in vielen Kulturen religiöse, kultische oder bildungserzieherische Aufgaben wahrnehmen, deren Kunst aber auch der Unterhaltung dient. In Mitteleuropa ging das Berufsbild des Geschichtenerzählers wohl aus dem Spektrum der mittelalterlichen Minnesänger, Troubadoure und Hofnarren hervor.

## Begriff
Im anglo-amerikanischen und europäischen Sprachraum nutzt man den Begriff Geschichtenerzähler (bzw. storyteller) meist als Oberbegriff für Märchen- und Sagenerzähler, Stadt- und Museumsführer und Schriftsteller. In anderen Kulturkreisen wird dagegen oft strikt differenziert: Beispielsweise erzählen Frauen in der Sahelzone Märchen, die vor allem der Unterhaltung dienen, während der Beruf des Griot zwar vornehmlich für die Überlieferung epischer Ereignisse, aber auch teilweise für den finanziellen Unterhalt sorgt.

## Aufgaben
Grundsätzlich ist es Aufgabe der Geschichtenerzähler, ihre Zuhörerschaft zu unterhalten und ihnen die Erfahrungen älterer Generationen oder bestimmter Kulturkreise zu vermitteln. Die mündlich vorgetragenen Geschichten können dabei als Beispiele für kulturell erwünschte oder verpönte Verhaltensweisen und für die Bewältigung von zwischenmenschlichen Konflikten oder Lebenskrisen dienen. Geschichtenerzählen ist dabei in westlichen Gesellschaften auch eine Kunstform mit Eventcharakter, die maßgeblich von der jeweiligen Interaktion von Erzähler und Zuhörenden geprägt ist.
Das Repertoire eines Geschichtenerzählers kann Genres wie Volksmärchen, Kunstmärchen, Weisheitsgeschichten, Parabeln, Fabeln, Epen, Sagen, Schwänke, autobiographische Erzählungen, Anekdoten, Mythen, adaptierte Literatur oder Theaterstücke, Gedichte, Lieder etc. umfassen. Je nach Traditionslinie werden die Geschichten einer schriftlichen Vorlage entsprechend wortgetreu oder aber gänzlich frei vorgetragen.
Dabei existiert eine große Bandbreite teils beabsichtigter Zwecke und Wirkungen. Märchen werden zum Beispiel als Unterhaltung, als Ratgeber im Sinne von Tradierung menschlicher Erfahrung, als religiöse Botschaft oder philosophische Einsicht, als Sinnbild abstrakter Prozesse und Gefühlszustände, als Hoffnungsträger und als Überlieferung aufgefasst.
Dementsprechend werden Geschichten in verschiedenen Rahmen erzählt, aber auch rezitiert oder vorgelesen. Dazu gehören neben künstlerisch-unterhaltenden Formen in Literaturveranstaltungen, Poetry Slams, Theater und Kabarett auch eher anwendungsorientierte Bereiche wie Rhetorik, Pädagogik und Psychologie. In vielen Kulturen erfüllen Geschichtenerzähler auch rituelle und religiöse Aufgaben. Dies ist beispielsweise bei Schamanen und im Sufismus der Fall. Das Berufsbild des Geschichtenerzählers überschneidet sich heute mit anderen Berufen, wie z. B. Pädagogen, Schauspielern, Autoren oder Therapeuten.

## Geschichtenerzähler in nicht-europäischen Gesellschaften

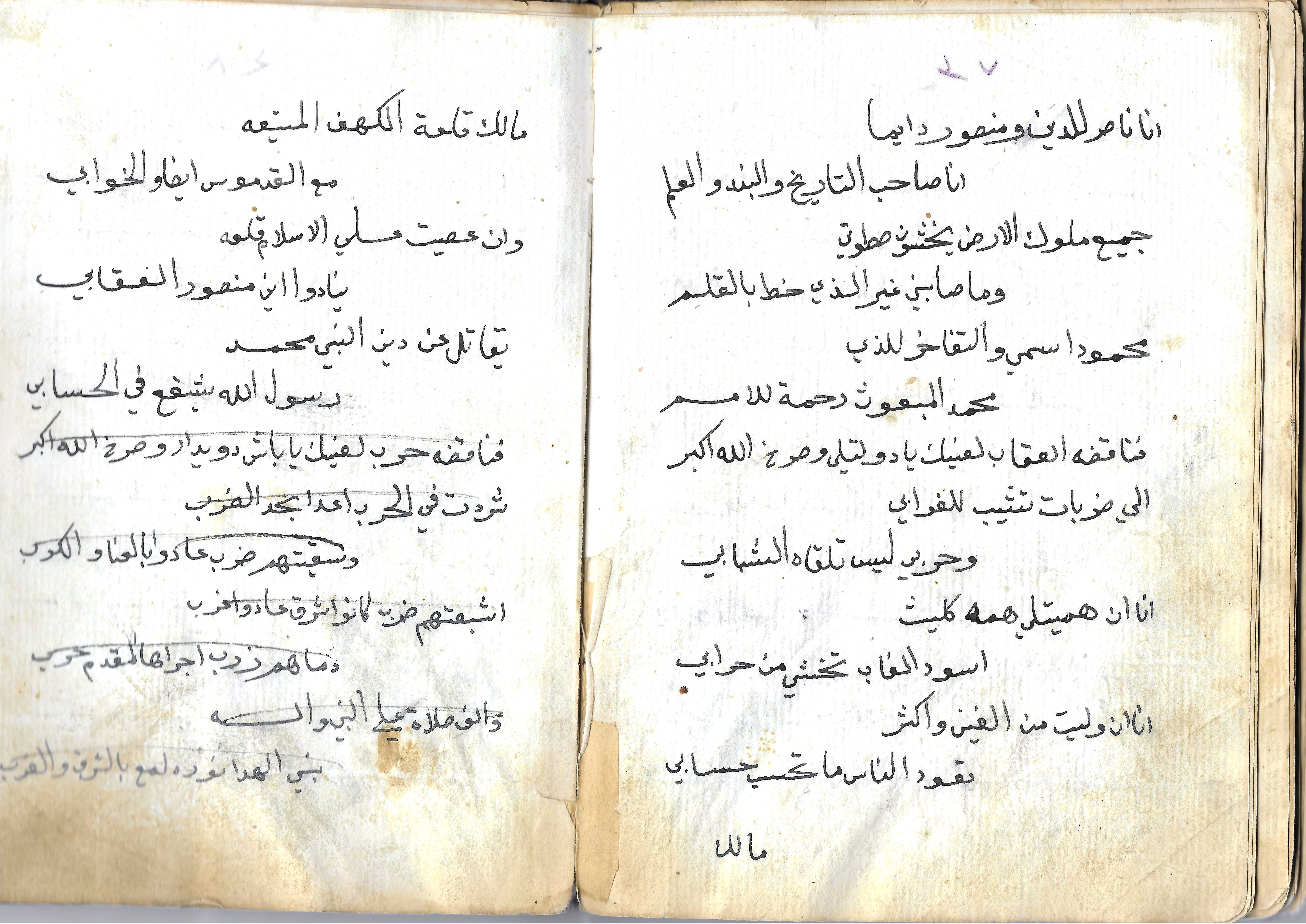
Gedicht über Sultan Baibars aus dem Notizbuch eines Hakawati (Auszug)

Im Bereich der mündlichen Literaturtraditionen der arabischen Lieder, Sprichwörter oder oft improvisierten Gedichte nehmen die volkstümlichen Geschichten der hakawati genannten Erzähler eine besondere Stellung ein. In populären Teestuben und Kaffeehäusern erzählte ein hakawati seine Geschichten aus dem Gedächtnis, wobei sein Stil von vielen Metaphern, Reimen und Übertreibungen geprägt war. Die Geschichten stammten dabei aus unterschiedlichen traditionellen Vorlagen, zum Beispiel aus Tausendundeiner Nacht, aus Epen legendärer arabischer Helden wie Antarah ibn Shaddad oder aus dem Koran. Indem er zwischen Hocharabisch und der Umgangssprache wechselte, verlieh der Geschichtenerzähler den unterschiedlichen Charakteren und Situationen jeweils passende literarische Ausdrucksformen.
Um solche Geschichten auch im Kontext der syrischen Diaspora am Leben zu erhalten, wurden 2015 in der zweisprachigen Anthologie Timeless Tales. Folktales told by Syrian Refugees 21 traditionelle Volkserzählungen in der Version von syrischen Geflüchteten auf Arabisch und Englisch online veröffentlicht.
Neben den erwähnten Griots in Westafrika, gehören zu den professionellen Volkssängern, die epische Erzählungen vortragen, in Westasien der Aşık in der Türkei, der Dengbêj in den Kurdengebieten und der Manastschi in Kirgisistan.